# Heinrich J. Dingeldein

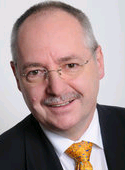
Heinrich J. Dingeldein (2009)

Heinrich Jakob Dingeldein (* 9. Mai 1953 in Würzberg im Odenwald, heute Stadtteil von Michelstadt) ist ein deutscher Sprach- und Kulturwissenschaftler, der an der Philipps-Universität Marburg forschte und lehrte sowie als Honorarprofessor („profesor onorific“) und Doktorandenbetreuer („conducător de doctorat“) im Fach Philologie an der Lucian-Blaga-Universität Sibiu/Hermannstadt in Rumänien wirkte.

## Studium und Examina
Nach der Reifeprüfung 1971 am Gymnasium Michelstadt studierte Dingeldein an der Johann-Wolfgang-Goethe-Universität Frankfurt am Main und der Philipps-Universität Marburg die Fächer Deutsche Sprache und Literatur, Politikwissenschaft, Pädagogik, Evangelische Theologie und Europäische Ethnologie. Er legte 1977 das Staatsexamen für das Lehramt an Gymnasien ab. Nach einem Magisterexamen in Linguistik 1987 in San Marino wurde er 1990 in Marburg mit einer Dissertation zur städtischen Alltagssprache „summa cum laude“ zum Dr. phil. promoviert. 1997 habilitierte er sich an der Marburger Universität für das Fach Germanistische Sprachwissenschaft; daraufhin erfolgte seine Ernennung zum Privatdozenten, im Jahr 2003 die zum außerplanmäßigen Professor im Fachbereich Germanistik und Kunstwissenschaften.

## Berufliche Laufbahn
Dingeldein arbeitete ab 1975 als studentische Hilfskraft im DFG-Projekt „Europäischer Sprachatlas“ unter Leitung von Reiner Hildebrandt am heutigen Forschungszentrum Deutscher Sprachatlas der Marburger Universität und ab 1977 als Wissenschaftlicher Mitarbeiter zunächst an der von Joachim Göschel geleiteten Abteilung Phonetik, dann in der von Hans Friebertshäuser geleiteten Arbeitsstelle des Hessen-Nassauischen Wörterbuchs dieses Instituts. Er organisierte und leitete seitdem nebenamtlich als Lehrbeauftragter Seminare und Kurse in den Marburg-Programmen der University of Washington in Seattle und der Millersville University of Pennsylvania. Im Herbstsemester 1992 war er Gastprofessor an der Eötvös-Loránd-Universität in Budapest. 1994 wurde ihm die Leitung der „Arbeitsstelle Sprache in Hessen und Hessen-Nassauisches Wörterbuch“ übertragen.
Nachdem Dingeldein seit 1994 Blockseminare im Fach Germanistische Sprachwissenschaften in Sibiu/Hermannstadt abgehalten hatte und in Zusammenarbeit mit rumänischen Kollegen und weiteren Lehrenden der Marburger Universität mit zwölfjähriger Förderung durch den Deutschen Akademischen Austauschdienst (DAAD) im Rahmen einer Germanistischen Institutspartnerschaft einen Master-Studiengang „Germanistische Europastudien“ an der Lucian-Blaga-Universität einrichten konnte, ernannte ihn diese 1997 zum Honorarprofessor für Germanistische Sprachwissenschaft in der Fakultät für Philologie, Geschichte und Journalismus; 2007 erfolgte die Ernennung zum vollberechtigten Doktorandenbetreuer für das Fach Philologie durch Erlass des rumänischen Unterrichtsministers. Er betreute zudem als Doktorvater Dissertationen an den Universitäten Marburg und im ungarischen Pécs/Fünfkirchen.
Im Jahr 1998 übernahm Dingeldein die Leitung des 1896 von Eduard Koschwitz begründeten Internationalen Sommerkurses der Philipps-Universität, aus dem er die jetzige Internationale Sommeruniversität (ISU) mit der Option, Studienkreditpunkte nach dem  ECTS-System zu erwerben, entwickelte. Dieser stand er von 1999 bis 2009 als wissenschaftlicher Leiter vor.
Zwischen 2000 und 2003 gehörte er als Vizepräsident für Studium, Lehre und Internationales dem Präsidium der Philipps-Universität Marburg an.
Krankheitsbedingt musste Dingeldein im Jahr 2016 vorzeitig in den Ruhestand treten.

## Neben- und Ehrenämter
Dingeldein war von 2005 bis zum Eintritt in den Ruhestand Prüfer für das Erste Staatsexamen im Fach Deutsch am staatlichen Prüfungsamt für das Lehramt an Gymnasien in Marburg. Als ordentliches Mitglied der Hessischen Akademie der Forschung und Planung im ländlichen Raum war er von 2003 bis 2008 deren Erster stellvertretender Vorsitzender. Von 1988 bis 2007 arbeitete er ehrenamtlich als assoziierter Dozent (ADoc.) bzw. Professor (AProf.) der Humanistik bei der Internationalen Akademie der Wissenschaften (AIS) San Marino und gab Kurse zur germanistischen Linguistik und Interlinguistik in deren Unterrichtsprogramm.
Er ist bzw. war Mitglied der Wissenschaftlichen Beiräte des Instituts für donauschwäbische Geschichte und Landeskunde in Tübingen und des Niedersächsischen Wörterbuchs in Göttingen sowie des Gesamtvorstandes der Gesellschaft für deutsche Sprache. Als Mitglied der Hessischen Vereinigung für Volkskunde war er zeitweise Teil ihres Vorstands. Er gehört zum Forschernetzwerk des Forschungszentrums Deutsch in Mittel-, Ost- und Südosteuropa (DiMOS) der Universität Regensburg. Der Internationalen Gesellschaft für Dialektologie des Deutschen gehört er als Mitglied ihres Gründungsvorstandes an. Außerdem wurde er als Fachgutachter in die Rumänische Agentur für Qualitätssicherung in der Höheren Bildung (Agenţia Română de Asigurare a Calităţii în Învăţământul Superior ARACIS) und in die Auswahlkommission des Deutschen Akademischen Austauschdiensts (DAAD), hier mit Schwerpunkttätigeit für die Länder Rumänien, Republik Moldau und Ukraine, berufen.

## Wissenschaftliche Schwerpunkte
Der Arbeitsschwerpunkte Dingeldeins liegen in der empirischen Erforschung der gesprochenen Sprache, insbesondere der Dialekte und Nonstandardvarietäten in Hessen, der Beschäftigung mit der Lexikologie, Lexikographie und Semantik sowie der Beschreibung der Rolle und Struktur des Deutschen als Verkehrs- und Minderheitensprache, besonders in Südosteuropa. In Zusammenarbeit mit Kollegen des benachbarten Fachgebiets versuchte er vor allem auch in der Lehre, Fragestellungen der Sprachwissenschaft und der Kulturanthropologie bzw. Europäischen Ethnologie zu verknüpfen. In diesen Zusammenhang ist auch sein Engagement als Mitglied des 1976 vom Österreicher Hans Haid gegründeten Internationalen Dialektsinstituts zu stellen. Wissenschaftliche Erkenntnisse aus seinen Arbeitsfeldern vermittelte er regelmäßig in Beiträgen zu Radio- und Fernsehprogrammen des Hessischen Rundfunks und anderer Medien.
Dingeldein spricht neben Deutsch (auch in der Ausprägung eines rheinfränkischen Dialekts) als Fremdsprachen Englisch, Französisch, Rumänisch, Afrikaans und Esperanto; er liest und korrespondiert in Jiddisch, außerdem übersetzt er aus den „alten Sprachen“ Latein, Griechisch und Hebräisch.

## Publikationen (in Auswahl)
- Hessen-Nassauisches Volkswörterbuch. Aus den für ein Hessen-Nassauisches Wörterbuch von F. Wrede angelegten und verwalteten Sammlungen. Begonnen v. Luise Berthold, fortgesetzt von Hans Friebertshäuser und Heinrich J. Dingeldein. Elwert: Marburg 1927 ff. (Digitaler Zugang über LAGIS)
- Hessische sprachliche Landesforschung. Geschichte und Ergebnisse. In: Sprache in Hessen. Hrsg. v. Rosemarie Schanze:  Schmitz Gießen 1981 (Hessische Blätter für Volks- und Kulturforschung 11/12), S. 54–108.
- Materialien zur Volkskultur. [Hrsg. zus. mit Rosemarie Schanze]. Schmitz: Gießen 1982/83 (Hessische Blätter für Volks- und Kulturforschung 14/15).
- „Amerika“ in der deutschen Sprache. Anmerkungen zu sprachlichen Spuren eines kulturellen Kontakts. In: Der Sprachdienst 27 (1983), S. 65–76.
- Neue hessische Dialektdichtung. Namen, Formen, Sprache. In: Dialect. Internationale Halbjahresschrift für Mundart und Mundartliteratur <Wien> 7 (1983), H. 1, S. 43–59.
- Dichten im Dialekt. Marburger Literaturtag am 16.11.1985. Referate der wissenschaftlichen Tagung und Textbeiträge der teilnehmenden Autoren. [Hrsg. zus. mit Armin Klein u. Joachim Herrgen.], Jonas: Marburg 1985.
- Wortgeographie der städtischen Alltagssprache in Hessen. [Zus. mit Hans Friebertshäuser]. Francke: Tübingen 1988 (Hessische Sprachatlanten. Kleine Reihe 1).
- „Hexe“ und Märchen. Überlegungen zum Hexenbild in den Kinder- und Hausmärchen der Brüder Grimm. In: Die Frau im Märchen. Hrsg. v. Sigrid Früh und Reiner Wehse. Roth: Kassel 1985 (Veröffentlichung der Europäischen Märchengesellschaft 8), S. 50–59; 219–221.
- Lexikographie der Dialekte. Beiträge zur Geschichte, Theorie und Praxis. Hrsg. v. Hans Friebertshäuser unter Mitarbeit v. Heinrich J. Dingeldein. Niemeyer: Tübingen 1986 (Reihe Germanistische Linguistik 59).
- Fremdsein. Minderheiten und Gruppen in Hessen. [Hrsg. zus. mit Andreas C. Bimmer]. Jonas: Marburg 1988 (Hessische Blätter für Volks- und Kulturforschung 23).
- Hessischer Dialektzensus. Statistischer Atlas zum Sprachgebrauch. [Zus. mit Hans Friebertshäuser]. Francke: Tübingen 1989 (Hessische Sprachatlanten. Kleine Reihe 3).
- Das Mittelhessische. Erforschung, Strukturen, Entwicklung. In: Hessisches. Hans Friebertshäuser zum 60. Geburtstag am 21. März 1989. UB Marburg: Marburg 1989 (Schriften der Universitätsbibliothek Marburg 46), S. 9–69.
- Normierungsstrategien in Klein- und Minderheitensprachen. Ein Plädoyer. In: Kommunikation. Mit Rechnern, ohne Rechner, durch Rechner. Hrsg. v. Karl Schick: Verlag Modernes Lernen: Dortmund 1989 (= Grundlagenstudien aus Kybernetik und Geisteswissenschaft 30, Beibd.), 42–47.
- Studien zur Wortgeographie der städtischen Alltagssprache in Hessen. Areale, stratische und diachron-kontrastive Analysen. Francke: Tübingen 1991 (Hessische Sprachatlanten. Kleine Reihe 2).
- Die städtische Alltagssprache in der Schule – ein neues "Dialektproblem"? In: Vielerlei Deutsch. Hrsg. v. Peter Klotz und Peter Sieber. Klett: Stuttgart 1993 (Deutsch im Gespräch), S. 124–139.
- Polystratische Sprachgeographie. Ergebnisse des Projekts Wortgeographie der städtischen Alltagssprache in Hessen. In: Regionalsprachliche Variation, Umgangs- und Standardsprachen. = Regional variation, colloquial and standard languages. Hrsg, v. Wolfgang Viereck. Steiner: Stuttgart 1994 (= Verhandlungen des Internationalen Dialektologenkongresses : Bamberg 29.7.-4.8.1990 = Proceedings of The International Congress of Dialectologists / hrsg. von Wolfgang Viereck 3; Zeitschrift für Dialektologie und Linguistik. Beihefte 76), S. 124–143
- Fulda in der Sprachgeschichte und in der Sprachlandschaft. Mit einer grammatischen Skizze des Osthessisch-Fuldischen. In: Fulda in seiner Geschichte. Landschaft, Reichsabtei, Stadt. Hrsg. v.  Walter Heinemeyer. Elwert: Marburg 1995 (= Veröffentlichungen der Historischen Kommission für Hessen 57), S. 55–72.
- „Umgangssprache“ und „Alltagssprache“ als sprachwissenschaftliche Kategorien. Anmerkungen zu zwei terminologisch (noch) unscharfen Begriffen. In: Germanistische Beiträge <Hermannstadt/Sibiu> 4 (1996), S. 63–80.
- Was ist „Standardsprache“, was ist „Dialekt“? Zur Definition zweier linguistischer Termini. In:  Germanistische Beiträge <Hermannstadt/Sibiu> 6 (1997), S. 90–110.
- Aspekte der Revolution 1848. Symposion zum Förderpreis für Hessische Heimatgeschichte 1998. Hrsg v. Hessischen Ministerium für Wissenschaft und Kunst u. Hessische Akademie der Forschung und Planung im Ländlichen Raum. Red. v. Heinrich J. Dingeldein. Hess. Min f. Wiss. u. Kunst: Wiesbaden und Kassel 1999.
- Karl Bernhardi und die Sprachgrenzen im Deutschen. Ein Beitrag zur Geschichte der deutschen Sprachwissenschaft im 19. Jahrhundert. In: Braun, Angelika (Hrsg.): Beiträge zu Linguistik und Phonetik. Festschrift für Joachim Göschel zum 70. Geburtstag. Steiner: Stuttgart 2001 (= Zeitschrift für Dialektologie und Linguistik. Beihefte 118), S. 161–175.
- Methoden der Stadtsprachenforschung. In: Gesprochene und geschriebene deutsche Stadtsprachen in Südosteuropa und ihr Einfluss auf die regionalen deutschen Dialekte. Hrsg. v. Zsuzsanna Gerner, Manfred Michael Glauninger und Katherina Wild. Praesens: Wien 2002 (Schriften zur diachronen Sprachwissenschaft 11), S. 21–37.
- Lucian Blaga – Promotor al comunicarii intraeuropene. In: Caietele Lucian Blaga. Vol. III. Coordonatori: Pamfil Matei, Ilie Gutan. Sibiu 2002, p. 19f.
- Die deutsche Sprache und ihre Erscheinungsformen in Rumänien. Historische Grundlegung und aktuelle Entwicklungstendenzen. In: Sprachinselwelten – The World of Language Islands. Entwicklung und Beschreibung der deutschen Sprachinseln am Anfang des 21. Jahrhunderts. Hrsg. v. Nina Berend und Elisabeth Knipf-Komlósi. Lang: Frankfurt am Main 2006 (VarioLingua 27), S. 57–75.
- Zum Einfluss des Neukantianismus auf die rumänische Philosophie: Alice Voinescu und die Marburger Schule. In: Rumänisch-deutsche Kulturbegegnungen. Hrsg. v. Rodica Miclea, Sunhild Galter, Doris Sava, Universitätsverlag: Sibiu/Hermannstadt 2008, S. 107–120.
- Fester Grund oder verlorenes Terrain? Zur Rolle der deutschen Sprache im mittleren und südöstlichen Europa. In: Deutsch im interkulturellen Begegnungsraum Ostmitteleuropa. Hrsg. v. Ernest W. B. Hess-Lüttich, Anita Czeglédy, Ulrich Langanke. Lang: Frankfurt am Main u. a. 2010 (Cross Cultural Communication 19 = Publikationen der GiG 14), S. 63–79.
- Wortatlas zur Alltagssprache der ländlichen Räume Hessens. [Unter Mitarb. v. Christoph Hallerstede, Michael Kusch, Marisé Vidal]. Francke: Tübingen 2010 (Hessische Sprachatlanten. Kleine Reihe 4).
- Zum Quellenwert deutscher Sprachzeugnisse aus Südosteuropa für die Sprachgeschichte des Deutschen. In: Germanistische Beiträge <Sibiu> 26 (2010), S. 167–184.
- Rumänien – Nachbar mit vielen Gesichtern. In: Marburger Geographische Gesellschaft. Jahrbuch 2011 (2012), S. 134–152.
- Ungarndeutscher Sprachatlas (UDSA). Südungarn. Erster Halbband. Hrsg. v. Koloman Brenner, Maria Erb, Karl Manherz in Zusammenarb. mit Heinrich J. Dingeldein. ELTE, Budapest 2008. – Zweiter Halbband. Hrsg. v. Maria Erb in Zusammenarb. mit Heinrich J. Dingeldein. ELTE, Budapest 2012. – Register. Bearb. v. Heinrich J. Dingeldein, Maria Erb, Bernadett Unger. ELTE Budapest 2013.
- Gräflich-Erbacher Familienzweige „zur linken Hand“. Illegitime Kinder und morganatische Ehen im Grafenhaus Erbach bis zum Ende der Monarchie. Gendi-Verlag Otzberg 2020, ISBN 978-3-946295-19-8.

## Ehrungen
- Promotionspreis der Philipps-Universität Marburg 1992
- Schmeller-Preis der Johann-Andreas-Schmeller-Gesellschaft 1994[14]
- Diplom für besondere akademische Kompetenz und außerordentliche Dienste, die der Lucian-Blage-Universität Sibiu in der Entwicklung zum 3. Jahrtausend erbracht wurden 1999
- Lucian-Blaga-Medaille in Silber des Senats der Lucian-Blaga-Universität Sibiu/Hermannstadt 2005
- Festakt zum 60. Geburtstag am Germanistischen Institut der Eötvös-Loránd-Universität (ELTE) Budapest am 24. Mai 2013[15]

## Außerwissenschaftliches gesellschaftliches Engagement
Dingeldein war mehrere Jahre Vorsitzender des Stadtverbands Marburg und des Kreisverbands Marburg-Biedenkopf sowie Mitglied des Bezirksvorstands Mittelhessen der FDP. Im Jahr 2005 bewarb er sich als Direktkandidat im Bundestagswahlkreis Marburg um ein Mandat, 2009 war er Direktkandidat im Wahlkreis Marburg-Biedenkopf II für den Hessischen Landtag (8,6 % Erststimmen). Von 2006 bis 2011 war er Stadtverordneter in Marburg und Kreistagsabgeordneter des Landkreises Marburg-Biedenkopf. 2015 wurde ihm „für besondere Verdienste“ die Theodor-Heuss-Plakette verliehen. 1991 wurde er als Beisitzer in die Kammer für Kriegsdienstverweigerung bei der Wehrbereichsverwaltung IV berufen.
Er ist seit 1998 Mitglied der Marburger Freimaurerloge Zu den drey Löwen sowie seit 2008 der überregional arbeitenden Loge Jacob DeMolay zum flammenden Stern, deren Meister vom Stuhl er 2013–2014 war und Ehrenmitglied ihrer Deputationsloge Jacob DeMolay zum Stern im Westen er seit 2021 ist.